# (523681) 2014 BV64
(523681) 2014 BV64 est un objet transneptunien de la famille des cubewanos et une planète naine potentielle, ayant un diamètre estimé à environ 543 km.